# Предикција
Предикција је предвиђање, предсказање, прорицање. Основ успешне предикције је добро познавање природе онога што се предвиђа укључујући прошлост, садашњост као и поуздане претпоставке о могућим догађањима у будућности. Степен успешности предикције зависи и од области која се проучава као и од примењене методологије. У социјалном раду, неопходно је предвиђање понашања или догађања која могу бити од значаја за клијенте и њихово окружење у догледном времену. Заснива се на употреби посебних метода и техника, а нарочито таблица предвиђања. На овај начин пружа се могућност предузимања различитих превентивних активности, посебно у областима поремећаја понашања деце и омладине, дезорганизације заједнице или злостављања и занемаривања деце.